# Гургенідзе Айше Юсупівна
Айше Юсупівна Гургенідзе  — радянська діячка, колгоспниця чайних плантацій колгоспу імені Берія села Короліс-Таві Батумського району Аджарської АРСР, директор Салібаурської чайної фабрики Аджарської АРСР. Член ЦК ЛКСМ Грузії. Депутат Верховної ради СРСР 1—2-го скликань.

## Життєпис
Народилася в бідній селянській родині в селі Короліс-Таві. Закінчила сільську школу.
Після закінчення школи — колгоспниця чайних плантацій колгоспу імені Берія села Короліс-Таві Батумського району Аджарської АРСР, знатна рекордсменка-збирачка чайного листа, стахановка сільського господарства.
У 1935 році вступила до комсомолу. Обиралася членом Орта-Батумської сільської ради Аджарської АРСР.
Закінчила Аджарський педагогічний технікум у місті Батумі. Член ВКП(б) з 1940 року.
У 1944 році закінчила Тбіліський сільськогосподарський інститут.
З 1944 по 1945 рік перебувала на партійній роботі: заступник завідувача сільськогосподарського відділу та завідувач радгоспного сектору Аджарського обласного відділу ЦК КП(б) Грузії.
На 1945—1946 роки — директор Салібаурської чайної фабрики Аджарської АРСР.
Подальша доля невідома.

## Нагороди
- орден «Знак Пошани» (22.03.1936)
- медалі